# Transrazzialità

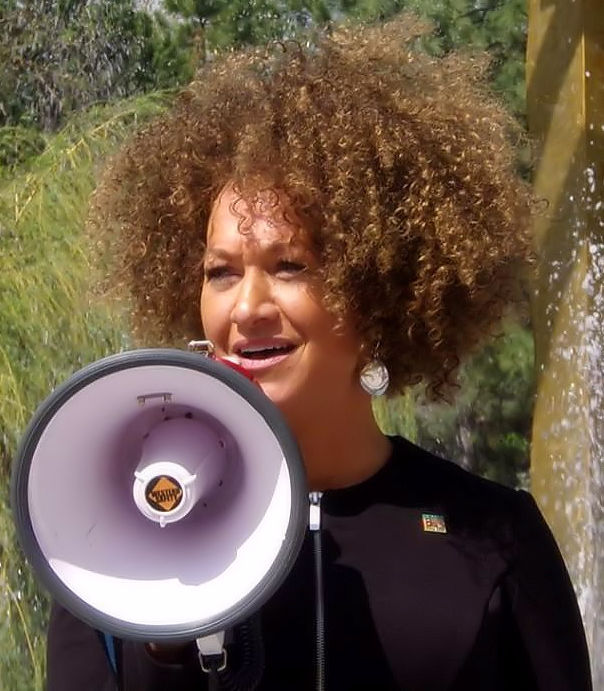
Rachel Dolezal è una donna bianca che si identifica come nera.

La transrazzialità o transrazzialismo è la condizione degli individui che attribuiscono a se stessi una identità razziale differente da quella fenotipica di nascita.

## Controversie
Nell'aprile 2017, la rivista di filosofia femminista Hypatia ha pubblicato un articolo accademico, a firma della professoressa Rebecca Tuvel, in supporto del riconoscimento legale della transrazzialità, dove è stato, peraltro, tracciato un parallelismo tra l'identità transrazziale e transgender. La pubblicazione di siffatto documento ha destato grande scalpore negli USA. La materia è stata anche trattata in Trans: Gender and Race in an Age of Unsettled Identities, un libro del 2016 di Rogers Brubaker, professore di sociologia alla UCLA, il quale ha rilevato che il fenomeno, quantunque per tanti offensivo, è psicologicamente vero per molte persone e ne sono, difatti, riscontrabili molti esempi nel corso della storia.
Negli anni '80 e '90 il cantante afroamericano Michael Jackson, fu accusato dai mass media di essersi sbiancato la pelle e aver effettuato interventi di chirurgia estetica perché voleva identificarsi come un bianco; in realtà Jackson soffriva di una forma estesa di vitiligine sull'80 % del corpo, e lo sbiancamento artificiale fu effettuato sul rimanente del corpo per uniformare il colore (si tratta di un intervento dermatologico a volte utilizzato per i casi di vitiligine universale). 
È accaduto e accade che alcuni afroamericani o persone di origine africana, che preferivano essere più chiari non volendo essere associati al passato di schiavitù, o ritenendo che li favorisca nel contesto lavorativo, si siano sottoposti a procedure di sbiancamento. In passato diverse persone di discendenza afroamericana, più chiari di pelle, effettuavano il cosiddetto passing onde aggirare le leggi americane della segregazione razziale per gli ex schiavi e i loro discendenti secondo la regola one-drop rule.
Tre dei quattro figli di Sally Hemings e del presidente Thomas Jefferson, che raggiunsero la maggiore età, Harriet, Beverley ed Eston, scelsero grazie alla loro carnagione chiara di farsi passare per bianchi.
Grey Owl, pseudonimo di Archibald Stansfeld Belaney, scrittore inglese, adottato dai nativi americani della famiglia Ojibway, si identificava come un nativo al pari del protagonista del romanzo L'ultimo dei Mohicani.

## Esempi contemporanei
- Una persona transrazziale, famosa negli USA, è Rachel Dolezal, una donna dal retaggio caucasico che si identifica come nera.[1][2] La Dolezal è riuscita a farsi percepire come persona di colore a tal punto che è persino divenuta la presidentessa della sezione di Spokane della NAACP nel 2014, un anno prima del suo "outing" del 2015.
- Korla Pandit, al secolo John Roland Reed, un musicista afroamericano, che si è fatto passare per un indiano di Nuova Delhi nella sua vita pubblica e privata.[10]
- Martina Big, ribattezzatasi Malaika Kubwa nel 2018,  è una donna tedesca, nata bianca, che si identifica come nera.[11][12] La Kubwa si è fatta fare da un medico svariate iniezioni di melanina ed ha scurito la sua pelle ed i suoi capelli, originariamente biondi.[11][12]
- Ja Du, una donna trans, nata con fenotipo caucasico, ma che si considera adesso filippina.[13][14][15]
- Jessica A. Krug, una professoressa associata di storia ed africanistica alla George Washington University, ha rivelato il 3 settembre 2020 di essere nata da genitori bianchi e di essersi fatta passare per donna di colore durante la sua intera vita lavorativa.[16][17]
- Una adolescente di colore di nome Treasure è salita alla ribalta negli Stati Uniti quando è apparsa al talkshow del Dr. Phil asserendo di essere bianca dal momento che alcune sue parti del corpo come i capelli, il naso e le labbra, sembravano più simili a quelle di una persona europoide che a quelle di una nera.[18]
- Oli London, un ragazzo bianco inglese che si identifica come un "coreano non-binario, è noto per essersi sottoposto ad alcuni interventi di chirurgia plastica per rassomigliare a Jimin, il cantante dei BTS. The Daily Dot gli riconosce una "identità transrazziale". La condotta di London è stata pesantemente criticata sui social media.[19]